# Ormetica iheringi
Ormetica iheringi är en fjärilsart som beskrevs av William Schaus 1921. Ormetica iheringi ingår i släktet Ormetica och familjen björnspinnare. Inga underarter finns listade i Catalogue of Life.